# ケルロン・モウラ・ソウザ
ケルロン・モウラ・ソウザ（Kerlon Moura Souza, 1988年1月27日 - ）は、ブラジル・ミナスジェライス州イパチンガ出身の元サッカー選手。現役時代のポジションはミッドフィールダー。

## 経歴
2005年、クルゼイロECでプロデビュー。同年の南米U-17選手権で得点王と最優秀選手賞を獲得し注目を集める。また、ボールを頭に乗せて運ぶ「アシカドリブル」でも有名になった。
2008年夏、イタリア・セリエAのインテルナツィオナーレ・ミラノが獲得に動いた。EU圏外選手の枠が空いていなかったため、2008-09シーズンはACキエーヴォ・ヴェローナでプレー。10月29日のSSラツィオ戦でセリエA初出場を飾った。しかし膝の怪我の影響もあり4試合の出場に留まった。
翌2009年夏、インテルに正式加入し2012年までの契約を結んだ。すぐにオランダのアヤックス・アムステルダムに買い取りオプション付きのレンタル移籍で出されるが、膝の怪我に苦しみ1試合にも出場することができなかった。
翌シーズンにインテルに復帰するも膝の状態は変わらず、故郷ブラジルのパラナ・クルーベへレンタル移籍。同クラブではパラナ州選手権に3試合出場した。2011年はナシオナウECでプレーし、インテルとの契約満了後の2012年7月に完全移籍した。
2012年8月、藤枝MYFCへの移籍が発表された。2014年1月、契約満了により退団。
キャリアを通じて膝や足首の度重なる故障を経験し、2017年10月20日に29歳での現役引退を表明した。

## 個人成績
| 国内大会個人成績 | 国内大会個人成績 | 国内大会個人成績 | 国内大会個人成績 | 国内大会個人成績 | 国内大会個人成績 | 国内大会個人成績 | 国内大会個人成績 | 国内大会個人成績 | 国内大会個人成績 | 国内大会個人成績 | 国内大会個人成績 |
| 年度             | クラブ           | 背番号           | リーグ           | リーグ戦         | リーグ戦         | リーグ杯         | リーグ杯         | オープン杯       | オープン杯       | 期間通算         | 期間通算         |
| 年度             | クラブ           | 背番号           | リーグ           | 出場             | 得点             | 出場             | 得点             | 出場             | 得点             | 出場             | 得点             |
| 日本             | 日本             | 日本             | 日本             | リーグ戦         | リーグ戦         | リーグ杯         | リーグ杯         | 天皇杯           | 天皇杯           | 期間通算         | 期間通算         |
| ---------------- | ---------------- | ---------------- | ---------------- | ---------------- | ---------------- | ---------------- | ---------------- | ---------------- | ---------------- | ---------------- | ---------------- |
| 2012             | 藤枝             | 20               | JFL              | 8                | 3                | -                | -                | -                | -                | 8                | 3                |
| 2013             | 藤枝             | 10               | JFL              | 14               | 6                | -                | -                | 0                | 0                | 14               | 6                |
| 通算             | 日本             | 日本             | JFL              | 22               | 9                | -                | -                | 0                | 0                | 22               | 9                |
| 総通算           | 総通算           | 総通算           | 総通算           | 22               | 9                | -                | -                | 0                | 0                | 22               | 9                |

## タイトル

### クラブ
クルゼイロ
- カンピオナート・ミネイロ : 2007

### 代表
ブラジル U-17
- 南米U-17選手権 : 2005

### 個人
- 南米U-17選手権得点王 : 2005（8得点）
- 南米U-17選手権最優秀選手 : 2005